# Rooms-Hollands recht
Rooms-Hollands recht (Afrikaans Romeins-Hollands reg) is een rechtsstelsel gebaseerd op het Romeins recht zoals het toegepast werd in Holland en de Nederlanden in de 17e en 18e eeuw. Het is een variëteit van het Europese gemeen recht of ius commune. Terwijl het Rooms-Hollands recht vervangen werd in Nederland in het begin van de 19e eeuw, wordt het Rooms-Hollands recht nog steeds toegepast door de rechtbanken van Zuid-Afrika (en de buurlanden Lesotho, Swaziland en Namibië), Zimbabwe, Guyana, Indonesië en Sri Lanka.

## Geschiedenis
Romeins recht was nooit helemaal vergeten in de vroege middeleeuwen. De koningen van de Germaanse koninkrijken die na de val van het Romeinse Rijk de macht in de vroegere Romeinse provinciën overnamen, vaardigden tegelijk met de codificaties van hun volksrechten, ook excerpten van het Romeinse vulgaire recht uit. De continuatie van Romeins vulgair recht was essentieel voor het principe van de persoonlijkheid van het recht. Dit wil zeggen dat iedere nationaliteit naar eigen recht berecht werd. Voorbeelden van deze excerpten vindt men in de Bourgondische wet en het Breviarium Alaricianum. Deze codificaties van vulgair Romeins recht hebben de Romeinse rechtstradities in leven gehouden en bijgedragen aan de herontdekking van het Romeinse recht in de elfde eeuw. Interesse in de leerstellingen van zesde-eeuwse Romeinse juristen kwam rond het jaar 1070, toen een tekst van keizer Justinianus I gevonden werd in Italië, de Digesten. Aan de universiteit van Bologna begon men de Romeinse teksten te bestuderen en er werd recht gedoceerd aan de hand van deze teksten. Rechtbanken begonnen geleidelijk Romeins recht in te voeren, zoals dit werd geleerd aan de universiteit van Bologna, omdat rechters vonden dat dit recht meer geschikt was om complexe zaken op te lossen dan het Germaans recht dat sinds de val van het West-Romeinse Rijk gold. Dit proces van het overgaan op het Romeins recht vond eerst in Italië plaats en later in de rest van continentaal Europa.
In de 15e eeuw bereikte dit proces van romanisering de Nederlanden. Waren de Italiaanse juristen de eersten die bijdroegen aan de nieuwe rechtswetenschap, gebaseerd op de Romeinse teksten, in de 16e eeuw waren de Franse het meest invloedrijk. In de 17e en 18e eeuw was de leidende rol in rechtsgeleerdheid voor de Nederlanden weggelegd. 
In de 17de eeuw werd in de Republiek der Verenigde Nederlanden in het belangrijke gewest Holland door enkele rechtsgeleerden, onder wie Hugo Grotius, het rechtssysteem ontwikkeld tot een synthese van Romeins recht en Hollands gewoonterecht, met een sterke nadruk op het Romeinsrechtelijk element. 
Leden van de zogeheten Hollandse elegante school waren behalve Grotius onder anderen Johannes Voet, Ulrik Huber, Gerard Noodt, J. en F. van de Sande enz. Zij kregen het voor elkaar het Romeins recht te combineren met concepten van het traditioneel Germaans gewoonterecht, zoals dat gangbaar was in de Nederlanden en voornamelijk in Holland. Het resultaat was voornamelijk Romeins, maar het bevatte ook kenmerken die typisch Hollands waren. Deze synthese werd bekend als het Rooms-Hollands recht. De Nederlanders introduceerden vervolgens dit rechtssysteem in hun kolonies. Hierdoor werd de Hollandse variant van het Europese ius commune toegepast in Zuid-Afrika en Sri Lanka.
In Nederland eindigde de geschiedenis van het Rooms-Hollands recht met de komst van de Franse Code civil in 1809. In de voormalige koloniën is het Rooms-Hollands recht echter niet vervangen door het Franse recht. Mede hierdoor heeft het Rooms-Hollands recht overleefd tot de dag van vandaag, zij het dat het Angelsaksische recht sinds de negentiende eeuw er grote invloed op uitoefent.

## Trivia
- Wetenschappelijke publicaties rondom het Rooms-Hollands recht vinden veelal plaats in het Tydskrif vir Hedendaagse Romeins-Hollandse Reg, dat wordt uitgegeven door de Universiteit van Pretoria. Hierin kan zowel in het Afrikaans als in het Engels worden gepubliceerd.
- De Nederlandse uitdrukking iets voetstoots aannemen is afkomstig uit de terminologie van het Rooms-Hollands recht. In het hedendaagse Zuid-Afrika wordt de term nog frequent gebruikt als clausule in de tekst van contracten, zelfs in Engelstalige ("If buyers routinely refused to sign any offer containing a voetstoots clause they would force sellers and their agents to ensure transparency and up-front disclosure of all significant defects."). In Nederland wordt het als niet-wettelijke term nog gehanteerd in de praktijk van het handelsverkeer: namelijk in de betekenis van een leveren of aanvaarden van een zaak ‘met alle bekende en onbekende gebreken’, dus met het accepteren van een risico op verborgen gebreken door een koper of ontvanger e.d. Daardoor duikt ze soms ook op in civielrechtelijke zaken. [1] Soms wordt ze ook gehanteerd in de betekenis van 'zonder expliciet voorbehoud' [2]